# 리처드 카본

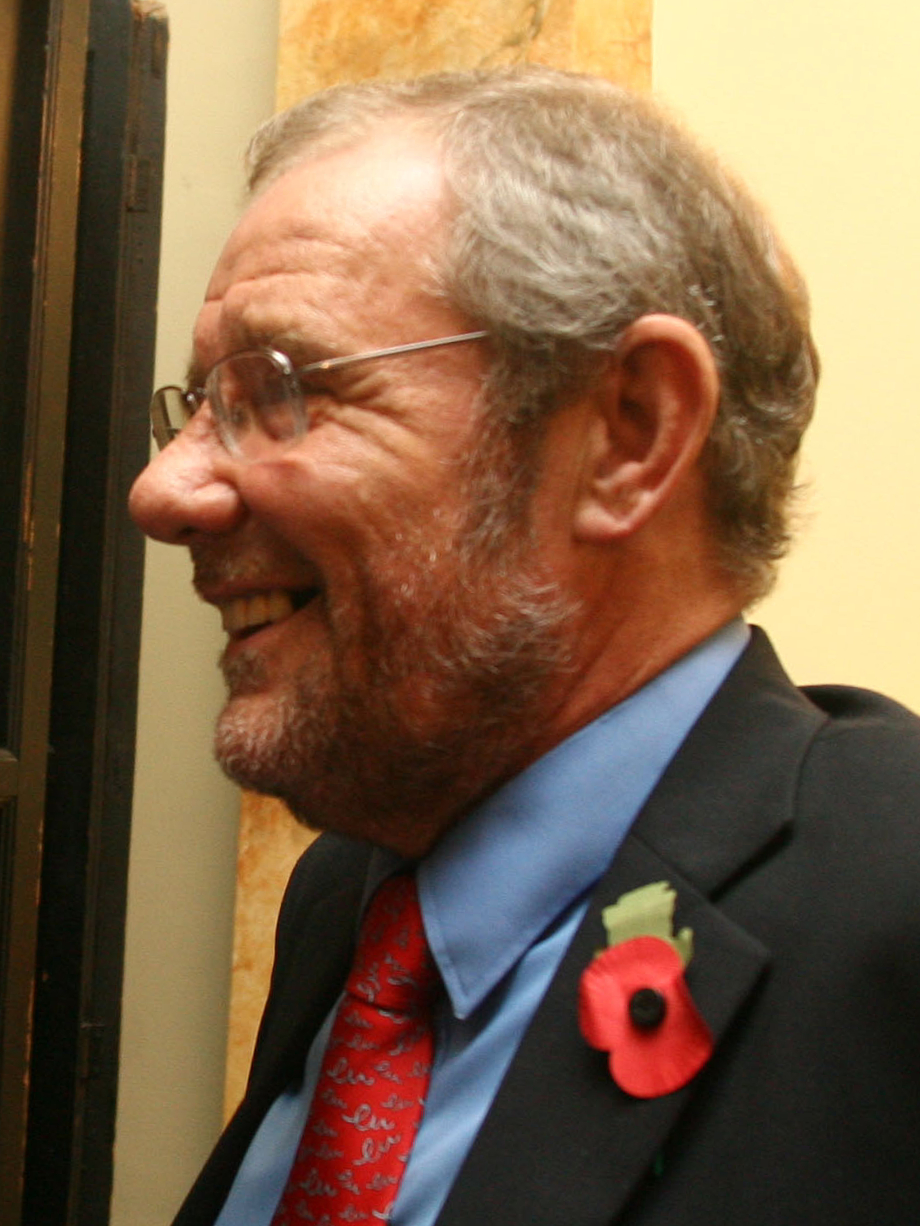

리처드 조지 카본(Richard George Caborn) (1943년 10월 6일 ~)은 영국의 정치인이다. 그는 1983년 6월부터 영국 노동당 하원 의원으로 지내고 있다. 지역구는 셰필드 센트럴 (Sheffield Central)이다. 2007년 6월 28일까지 그는 영국 문화 미디어 스포츠 부 차관(Minister of State, 영국식 직위)이었다. 그는 장관 직을 물러난 이후 총리 고든 브라운에 의해 2018년 월드컵 개최지 지정을 위한 대사(ambassador)에 임명되어 있다.

## 어린 시절
리처드 카본은 셰필드에서 태어났다. 헐필드 세컨더리 모던 보이즈 스쿨에서 1958년까지 수학하였다. (현재 이 학교의 이름은 셰필드 스프링스 아카데미이다.)

## 오디오 클립
- 2002년. 올림픽 개최지 지정 입후보에 대해
- 2006년 스포츠 인더스트리 그룹과의 인터뷰[깨진 링크(과거 내용 찾기)]